# Исраилов, Умар
Умар Исраилов (16 марта 1998, Хасавюрт, Дагестан, Россия) — российский, азербайджанский и болгарский борец вольного стиля.

## Карьера
В январе 2017 года в финале чемпионата Азербайджана уступил Джамаладдину Магомедову. В феврале 2017 года в Баку стал победителем молодёжного первенства Азербайджана. В марте 2017 года принимал участие на молодёжном Первенстве Европы U23 в Венгрии. В конце июня 2017 года неудачно выступил на Первенстве Европы среди юниоров в немецком Дортмунде. После исключения из сборной Азербайджана из-за травм, на четыре года остался вне борьбы. В январе 2023 года в финале чемпионата Болгарии уступил Георги Иванову. В начале января 2024 года в городе Стара-Загора, стал бронзовым призёром чемпионата Болгарии.

## Достижения
- Чемпионат Азербайджана по вольной борьбе 2016 — ;
- Первенство мира по борьбе среди юниоров 2018 — ;
- Чемпионат Болгарии по вольной борьбе 2023 — ;
- Чемпионат Болгарии по вольной борьбе 2024 — ;